# Battaglia di Iron Works Hill
La battaglia di Iron Works Hill fu una serie di schermaglie avvenute tra il 22 e il 23 dicembre 1776, durante la campagna di New York e del New Jersey della guerra d'indipendenza americana. Gli scontri avvennero presso Mount Holly, in New Jersey, tra le forze miliziane americane, agli ordini del colonnello Samuel Griffin, e i 2 000 soldati britannici e assiani, sotto il comando di Carl von Donop.
Nonostante i 600 miliziani furono costretti a restare nelle proprie posizioni dall'ampia forza assiana, l'azione impedì a von Donop di raggiungere il suo obiettivo, Bordentown, e di assistere la brigata di Johann Rall, quando questa sarebbe stata attaccata dagli uomini di George Washington nella battaglia di Trenton, la notte tra il 25 e il 26 dicembre.

## Antefatti

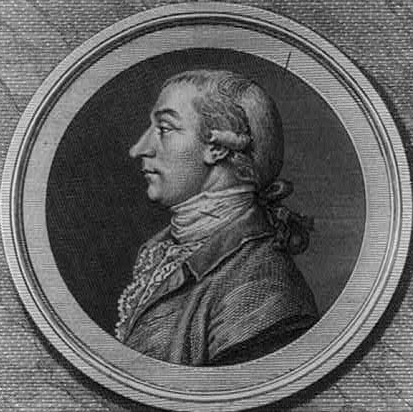
Joseph Reed, che incoraggiò le attività miliziane

Nel luglio 1776, le forze britanniche del generale William Howe sbarcarono a Long Island. Nei mesi successivi, le sue forze, composte da soldati del British Army e da truppe ausiliarie tedesche, scacciarono l'Esercito continentale di George Washington da New York. L'esercito di Washington, che stava diminuendo d'organico a causa del termine del periodo di leva e della diserzione, trovò rifugio in Pennsylvania, sul fianco occidentale del fiume Delaware, in novembre, rimuovendo ogni possibile imbarcazione per impedire ai britannici di seguirli.
Il generale Howe fece realizzare una serie di avamposti attraverso il New Jersey e ordinò alle sue truppe di prepararsi per l'inverno. Gli avamposti più a sud erano quelli di Trenton e Bordentown. Il primo era difeso da 1 500 uomini della brigata assiana al comando di Johann Rall mentre il secondo era difeso da soldati assiani e soldati britannici del 42º Reggimento Fanti, circa 2 000 uomini in tutto, al comando del colonnello tedesco Carl von Donop. Bordentown non era però abbastanza grande da ospitare tutte le truppe di von Donop; inizialmente il colonnello avrebbe voluto acquartierare alcune delle sue truppe a Burlinton, dove vi era una forte componente di lealisti alla corona britannica, ma la presenza di alcune imbarcazioni americane, i cui cannoni avrebbero minacciato i suoi uomini e i lealisti, costrinse von Donop a disperdere queste sue truppe nella campagna circostante Bordentown.
Giunti agli avamposti, i soldati di von Donop e di Rall furono sin da subito sottoposti ai raid delle truppe regolari e alle azioni minori della milizia americana, la quale agiva in autonomia oppure veniva aizzata o reclutata dall'esercito regolare. Queste azioni misero a dura prova i nervi delle truppe, poiché non sapevano quando e dove sarebbe giunto il successivo attacco e con quanti uomini avrebbero attaccato. Rall arrivò a tal punto da ordinare ai suoi uomini di dormire "completamente vestiti come [se fossero] di ronda."
Un delle unità miliziane, nata nel dicembre 1776, era la compagnia del colonnello della Virginia Samuel Griffin. Questo era l'attendente del generale Israel Putnam, responsabile della difesa di Filadelfia. L'unità di Griffin, il cui numero di uomini è incerto, probabilmente comprendeva artiglieri della Virginia, fanti della Pennsylvania e miliziani del New Jersey, per un totale di cinque seicento uomini. A metà dicembre, raggiunse Moorestown, circa 15 km a sud di Mount Holly. Il 21 dicembre, Griffin era avanzato fino a Mount Holly e aveva creato una rozza fortificazione in cima ad un colle presso delle opere in ferro (in inglese, iron works), a sud del torrente Rancocas e del centro del villaggio. Von Donop inviò un lealista ad investigare e questo riportò la presenza di una forza di "non oltre ottocento [uomini], di cui circa la metà ragazzi, e tutti miliziani esclusi pochi dalla Pennsylvania." Thomas Stirling, che comandava un contingente del 42º Reggimento posizionato circa 10 km a nord di Mount Holly, a Blackhorse l'odierna località di Columbus, sentì voci riguardo alla presenza di 1 000 ribelli a Mount Holly e che "altri 2 000 erano nelle retrovie in supporto". Quando von Donop chiese consiglio a Stirling, questo rispose: "Lei signore, con le truppe a Bordentown, dovrebbe venire qui e attaccare. Sono fiducioso che siamo una sfida per loro."

## Battaglia

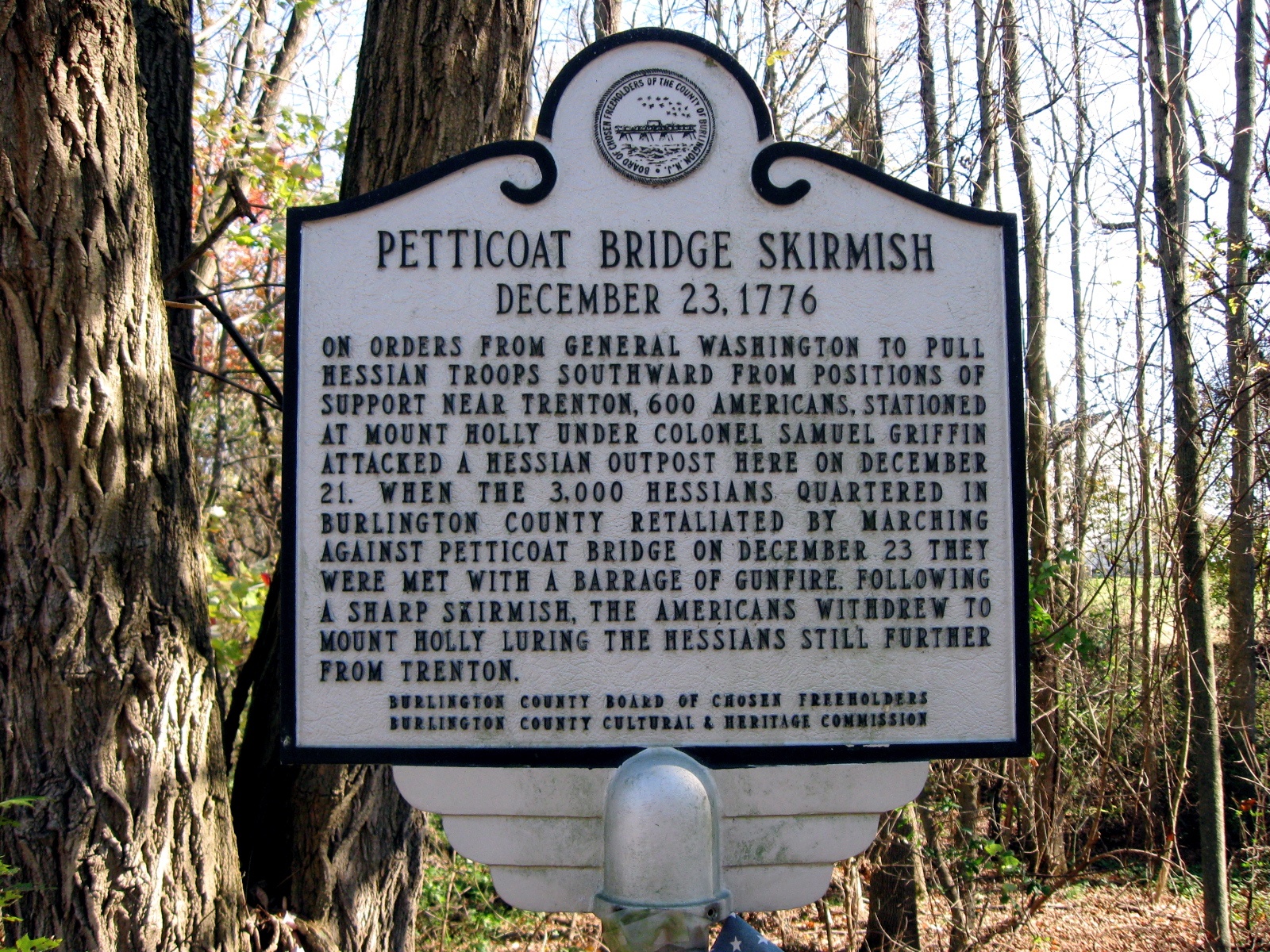
Lapide di commemorazione della schermaglia avvenuta sul ponte Petticoat.

Il 21 dicembre, circa 600 degli uomini di Griffin sopraffecero un avamposto di guardia del 42º Reggimento, posizionato circa un chilometro e mezzo a sud di Blackhorse, sul ponte Petticoat. La sera del 22 dicembre, l'attendente di Washington, Joseph Reed, andò a Mount Holly e si incontrò con Griffin. Quest'ultimo aveva scritto a Reed, richiedendo aiuti per la sua azione e Reed, che aveva pianificato con Washington un attacco alle truppe di Rall a Trenton, voleva vedere se gli uomini di Griffin avrebbero potuto partecipare ad una sorta di diversivo. Griffin era però malato e i suoi uomini poco equipaggiati per operazioni significative, tuttavia accettarono di aiutare Washington con il diversivo, il giorno seguente.
La mattina del 23 dicembre, von Donop condusse circa 3 000 uomini, il 42º Reggimento Highland britannico e i battaglioni Block e Linsing di granatieri tedeschi, al ponte Petticoat  dove tolsero il ponte agli uomini di Griffin. Le truppe americane si ritirarono a Mount Holly dove von Donop poi riportò vi fossero circa 1 000 uomini. Un capitano degli jäger, Johann Ewald, riportò che "circa 100 uomini" erano appostati sulla collina "vicino alla chiesa", i quali "si ritirarono rapidamente" dopo pochi colpi d'artiglieria. Griffin, le cui truppe avevano occupato Mount Holly, lentamente si ritirarono alle loro posizioni fortificate sul colle, dopo il quale i due schieramenti ingaggiarono un'inefficace battaglia a lungo raggio.

## Conseguenze

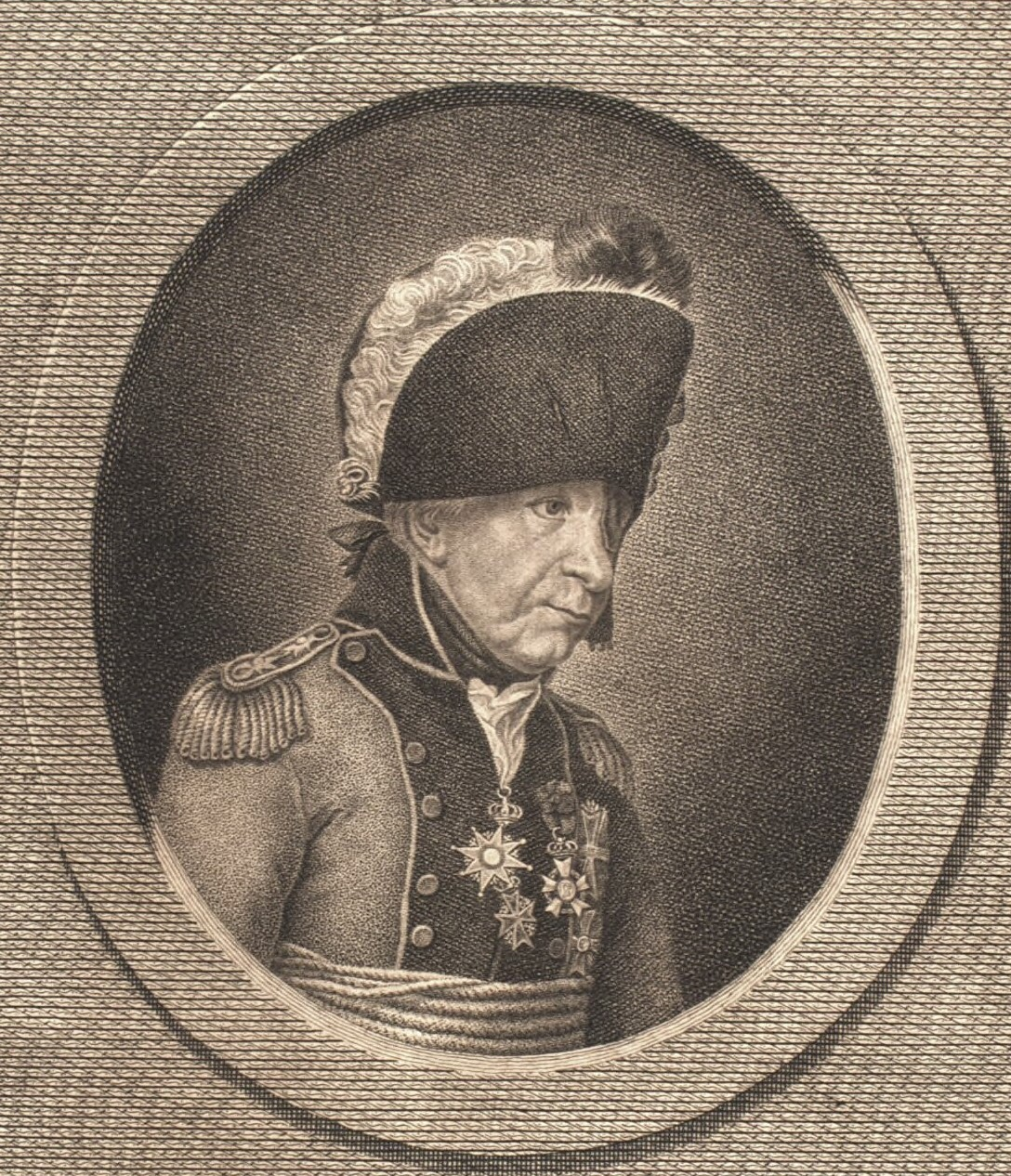
Johann Ewald

Le forze di von Donop bivaccarono a Mount Holly nella notte del 23 dicembre, dove, secondo Ewald, saccheggiarono il paese, fecero razzia degli alcolici nelle case abbandonate e si ubriacarono. Von Donop stesso si acquartierò nella casa di "una vedova di un dottore straordinariamente bella", a suo stesso dire, la cui identità però e sconosciuta. Il giorno seguente, il 24 dicembre, marciarono in forza per liberare la collina dai miliziani ma Griffin e i suoi uomini si erano ritirati a Moorestown nella notte. Per qualche motivo, von Donop e il suo contingente rimasero a Mount Holly, ad un giorno di marcia da Trenton, finché non giunge un messaggero il 26 dicembre, portando la notizia della sconfitta di Rall per mano di Washington, nella notte.
Le notizie delle schermaglie a Mount Holly erano spesso esagerazioni. Le testimonianze pubblicate su quella giornata erano svariate, incluse quelle di alcuni partecipanti alla battaglia. Un uomo della Pennsylvania parla di sedici nemici uccisi, mentre un miliziano del New Jersey riporta la morte di sette nemici. Sia per von Donop che per Ewald negarono con decisione che vi fossero vittime britanniche o tedesche per tutta la giornata del 22 dicembre, mentre il Pennsylvania Evening Post riportò "diverse" vittime nemiche contro "due morti e sette o otto feriti" tra i miliziani per tutto il periodo degli scontri.
Alcuni cronisti, incluso il lealista Joseph Galloway, ritengono che Griffin era stato specificamente inviato a respingere von Donop da Bordentown, ma la decisione di von Donop di attaccare in forza venne apparentemente attuata prima dell'arrivo di Reed. Reed stesso notò sul suo diario che "questa manovra, anche se assolutamente casuale, ebbe il felice effetto di togliere di mezzo il Conte Donop..." Il piano per l'attraversamento del Delaware includeva l'invio di un'unità miliziana da Griffin per attaccare von Donop Mount Holly, tuttavia quest'unità non riuscì ad attraversare il fiume.